# برنارد روبرتسون
برنارد روبرتسون (بالإنجليزية: Bernard Robertson)‏ هو لاعب كرة قدم أمريكية أمريكي، ولد في 9 يونيو 1979 في نيو أورلينز في الولايات المتحدة.

## وصلات خارجية
- برنارد روبرتسون على موقع مرجع كرة القدم المحترفة.كوم (الإنجليزية)